# Природні соснові насадження (заповідне урочище)
Приро́дні сосно́ві наса́дження — лісове заповідне урочище в Україні. Розташоване в межах Сарненського району Рівненської області, на південь від села Осницьк. 
Площа 5 га. Статус присвоєно згідно з рішенням Рівненського облвиконкому від 22.11.1983 року № 343 (зі змінами рішення облвиконкому № 98 від 18.06.1991 року). Перебуває у віданні ДП «Рокитнівський лісгосп» (Масевицьке л-во, кв. 1, вид. 17). 
Статус присвоєно для збереження частини лісового масиву з цінними насадженнями сосни.